# Neotylenchus vigissi
Neotylenchus vigissi är en rundmaskart. Neotylenchus vigissi ingår i släktet Neotylenchus och familjen Neotylenchidae. Inga underarter finns listade i Catalogue of Life.